# Bezirksamt Meßkirch

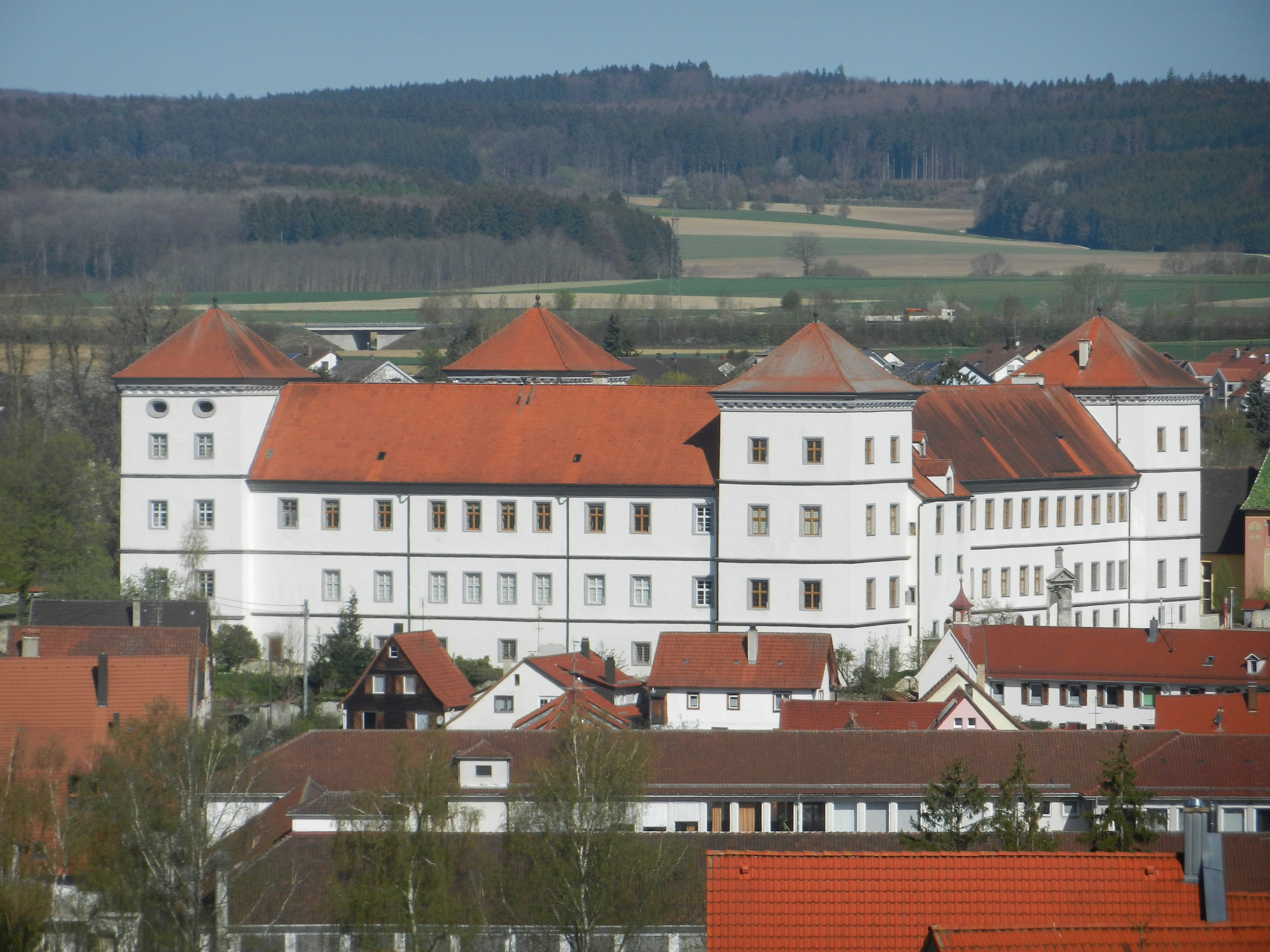
Sitz des Bezirksamts war das Schloss Meßkirch

Lage der Bezirksämter in Baden im Jahr 1890

Das Bezirksamt Meßkirch war ein badisches Bezirksamt mit dem Amtssitz im ehemals fürstenbergischen Meßkirch im heutigen Landkreis Sigmaringen.

## Geschichte
Nach den Napoleonischen Kriegen und dem Friedensschluss von Luneville 1801 wurde die bis dahin sehr zersplitterte politische Landkarte im deutschen Südwesten, auch im Bereich rund um Meßkirch, radikal verändert. Der Reichsdeputationshauptschluss bewirkte die Enteignung der Fürstbistümer und Klöster und die Mediatisierung bewirkte die Aufhebung der Reichsunmittelbarkeit der Adelsherrschaften und Reichsstädte. Ab 1803 gab es im deutschen Südwesten nur noch Baden (Kurfürstentum bis 1806, danach Großherzogtum), das Königreich Württemberg und die Fürstentümer Hohenzollern-Hechingen und Hohenzollern-Sigmaringen als selbständige Staaten. Von dieser Neugliederung war der Meßkircher Bereich in besonderem Maße betroffen, der bis dahin verschiedenen Herrschaften oder geistlichen Territorien angehört hatte.
Größter Flächenstaat in der Region war bis dahin das Fürstentum Fürstenberg. Dazu gehörten unter anderem die Herrschaften Meßkirch mit der gleichnamigen Stadt und den Orten Schnerkingen, Bichtlingen, Reute, Wackershofen, Menningen, Göggingen, Rohrdorf, Heudorf und Langenhart, dann die schon zu Zimmerschen Zeit hinzugekommenen Herrschaften Wildenstein mit Leibertingen und Lengenfeld sowie Falkenstein mit Kreenheinstetten, Weiler (dem späteren Thiergarten) und dem halben Dorf Neidingen (Unterneidingen). 1656 hatte das Fürstentum Fürstenberg außerdem die Herrschaft Waldsberg mit den Orten Krumbach, Bietingen, Hölzle und Gallmannsweil und 1693 auch das ritterschaftliche Dorf Boll erworben.
Ebenfalls fürstenbergisch waren bis 1806 auch das zur Herrschaft Heiligenberg gehörende Dorf Sentenhart und das zur Herrschaft Jungnau zählende Dorf Vilsingen mit Dietfurt, das aber wie das halbe Dorf Thiergarten 1806 an Hohenzollern-Sigmaringen abgetreten werden musste. Die übrigen genannten ehemals Fürstenbergisch-Meßkirchischen Orte wurden mit Ausnahme von Gallmannsweil, das zum Amtsbezirk Stockach kam, zum Kernstück des nach dem Übergang an Baden neu gebildeten Amt Meßkirch. Das Amt Meßkirch wurde wegen Fürstenberg nachträglich durch Verordnung vom 10. August 1807 standesherrliches Amt und gehörte ab 1809 dem neu gebildeten badischen Seekreis an. 1864 wurde aus dem Amt Meßkirch das Bezirksamt Meßkirch, es hatte bis 1936 Bestand.
Verwaltungsmittelpunkt schon zu fürstenbergischen Zeiten war das von den Freiherren von Zimmern erbaute Schloss Meßkirch, die frühere Residenz der Fürsten von Fürstenberg. Dort hatte sich bis zum Übergang an Baden auch das fürstenbergische Oberamt etabliert. Nach 1806 war dort das badische Bezirksamt untergebracht, bis es 1936 im Zuge einer von den Nationalsozialisten verfügten Verwaltungsreform aufgelöst und der Amtsbezirk Meßkirch dem Landkreis Stockach angegliedert wurde.

## Gemeinden
Seit der Vereinigung der Bezirksämter Stetten am kalten Markt und Meßkirch 1849 umfasste dieser bis zu seiner Auflösung 1936 neben der Amtsstadt Meßkirch die folgenden Gemeinden:
- Altheim
- Bietingen
- Boll
- Buchheim
- Engelswies
- Göggingen
- Gutenstein
- Hausen im Tal
- Hartheim
- Heinstetten
- Heudorf
- Kreenheinstetten
- Krumbach
- Langenhart
- Leibertingen
- Menningen
- Neidingen
- Nusplingen
- Oberglashütte
- Rast
- Rohrdorf
- Sauldorf
- Schnerkingen
- Schwenningen
- Sentenhart
- Unterglashütte
- Wasser (mit Bichtlingen, Wackershofen und Reute)
- Stetten am kalten Markt
- Worndorf

1936 kam der Amtsbezirk Meßkirch zum Landkreis Stockach, der 1973 auf die Landkreise Konstanz, Sigmaringen, Tuttlingen und Zollernalb aufgeteilt wurde.

## Amtsvorstände
Die Leitung der Verwaltung, mit unterschiedlichen Titeln, hatten inne:
- Bis 1814: Johann Felix Bauer
- 1814–1820: Josef Schwab
- 1820–1824: Kaspar Müller
- 1824–1827: Josef Martin
- 1827–1837: Valentin von Schwab
- 1838–1844: Demeter Messmer
- 1845–1849: Friedrich Stein
- 1849:00000 Gustav von Rotteck
- 1861–1867: Gustav von Stösser
- 1867–1871: Adolf Fuchs
- 1871–1874: Rudolf Rüdt von Collenberg-Eberstadt
- 1880–1886: Richard Teubner
- 1890–1895: Ernst Behr
- 1931–1934: Ernst Felix Becker
- 1934–1936: Rudolf Goldschmidt